# هادي الربيعي
هادي كريم حسين الرُّبَيْعي (1944 - 7 يناير 2013) شاعر عراقي. ولد في بلدة بعقوبة. أنهى دراسته الأعدادية ومتوسطة فيها ولم يتم دراسته الجامعية لظروف اقتصادية. عمل موظّفًا في مهن حرة وحكوميّة. انتقل إلى كربلاء في 1972 وعمل بها، وأحيل إلى إلى التقاعد 1989. له دواوين شعرية عديدة ورواية بعنوان العاصفة ودرسات أدبية. توفي في كربلاء.

## سيرته
ولد هادي كريم حسين الربيعي سنة 1944م/ 1363 هـ في بعقوبة. أنهى دراسته الأعدادية 1967 ولم يتم دراسته الجامعية لظروف اقتصادية، ولكنه واصل دراسته في الفترة المسائية. بدأ حياته العملية عامل بناء، ثم عين موظفًا في دائرة الربيد والبرق والهاتف في بعقوبة، ثم انتقل إلى كربلاء في 1972 وعمل مدقق حسابات، وأحيل إلى إلى التقاعد 1989.
كان أديباً ناقداً وشاعراً مبدعاً. نظم الشعر العمودي والشعر الحر وفي مختلف الأغراض وكان له حضور في المهرجان الشعرية الدينية في كربلاء. عضو اتحاد الأدباء العراقيين وهو أحد مؤسسي اتحاد الأدباء والكتاب في محافظة كربلاء. مارس العمل الصحفي والأذاعي منذ أكثر من 35 عاما وعمل رئيسا لتحرير مجلة اصداء الثقافية العراقية ومعدا ومقدما للبرامج في اذاعة صوت الجماهير واذاعة كربلاء. 

توفي الربيعي في 7 يناير 2013/ 27 ربيع الأول 1434 في كربلاء.

## مؤلفاته
من دواوينه الشعرية:
- أغاني الطائر الأخضر الغريب، 1968
- البحث عن الزمن الأبيض، 1977
- ارتحالات، 1981
- نقوش على نصب الشهداء، 1987
- ديوان العشاء الأخير، 1993
- احبك الآن..أحبك غدا 2000
- رسائل حب شرقية، مذكرات، 2000
- قلائد الدرر، شعر ديني، 2000
- عربات الآلهة، 2008

وله أيضًا:
- العاصفة، رواية، 1993
- أزهار من دلمون، دراسة، 2000
- الجمرة المقدسة، دراسة، 2002
- مرايا أخيرة، اعداد، 2004

## وصلات خارجية
- في موقع أرشيف المجلات
- الشاعر هادي الربيعي في حوار مع وكالة نون : رحم الله من أهدى للشعراء عيوبهم (19-10-2012)
- الشاعر هادي الربيعي: يدي التي تحترق هو آخر انجازاتي الشعرية